# Енід Сондерс (натуралістка)
Енід Сондерс (англ. Enid Saunders) жила в районі Греямстауна, ПАР. Вона була місцевою дослідницею природи, особливо додала багато до знань про гризунів округу.

## Вшанування
На честь Енід Сондерс названо два види: Pronolagus saundersiae і Otomys saundersiae; обидва живуть у ПАР.